# Délkelet-ázsiai Nemzetek Szövetsége
A Délkelet-ázsiai Nemzetek Szövetsége (ASEAN – Association of Southeast Asian Nations) tíz délkelet-ázsiai állam kormányközi együttműködésén alapuló regionális szervezet, melyet 1967. augusztus 8-án hozott létre Indonézia, Malajzia, a Fülöp-szigetek, Szingapúr és Thaiföld. Célja, hogy a délkelet-ázsiai térség államainak politikai, gazdasági, katonai, oktatási és kulturális együttműködését elősegítése. A regionális alapon szerveződő ASEAN komplex integrációt hívott életre az elmúlt évtizedekben. Az 1976-os bali csúcstalálkozó után a szervezet a gazdasági együttműködésre helyezte a fő hangsúlyt. Az 1980-as évek közepére megtorpant az együttműködés, de az 1991-es thai felvetésre, amelyben egy regionális „szabadkereskedelmi övezet” létrehozását javasolták, újra fellendült. A tagországok évente találkoznak egymással különböző fórumok keretén belül. A több mint 600 millió fős lakosságot és 4,5 millió km² területet magába foglaló Szövetség dinamikusan fejlődő térség, mely párbeszédet folytat nem csupán a régió államaival, hanem a tágabb értelembe vett nemzetközi közösséggel is. Kiemelkedő partnerei között található a Sanghaji Együttműködési Szervezet, az ENSZ és egyéb nemzetközi szervezetek is.

## Története
A II. világháborút követően a délkelet-ázsiai térségben is megindult a gyarmattartók alóli függetlenedési hullám (a Fülöp-szigetek 1946, Malajzia 1957, Szingapúr 1965, Indonézia 1949). Az újonnan létrejövő államok csak fokozatosan tudtak megszabadulni a gyarmattartóktól, hiszen számos további szálon kötődtek hozzájuk politikai és gazdasági téren egyaránt. A hidegháborús időszak alatt ezen államok a lavírozás politikáját folytatták, mintegy keresve annak lehetőségét, hogy éppen melyik oldal kínál kedvezőbb feltételeket számukra. Azt követően azonban, hogy csatlakoztak egyik vagy másik táborhoz, újból kiszolgáltatottakká váltak és a nagyhatalmak óhajait kellett végrehajtaniuk. A harmadik világbeli államok szuverenitása tehát továbbra sem volt teljes mértékű és továbbra sem volt teljes mértékben független. Annak érdekében, hogy a neokolonizációs törekvéseknek a perifériára szoruló államok gátat szabjanak 1955. április 25-én 29 afrikai és ázsiai ország részvételével Bandungban megrendezésre került az első Ázsia-Afrika Konferencia. A résztvevők közös nyilatkozatot fogadtak el a világbéke és együttműködés elősegítése érdekében, belefoglalva az ENSZ Tíz Alapelvét is. A nyilatkozat értelmében a fejlődő országok önállóan „harmadik úton” modernizálódhatnak, de ezt a kor körülményei végett nem sikerült a gyakorlatban megvalósítaniuk. Ennek felismeréseként a délkelet-ázsiai országok az interkontinentális együttműködés helyett a regionális együttműködés mellett köteleződtek el. Közös problémáik közös célokat is szültek, többek között a Kínától való félelmük is ide sorolandó oknak számít. 1961-ben a Fülöp-Szigetek, Thaiföld és Malajzia többnyire ebből az okból kiindulva létrehozta a Délkelet-Ázsia Szövetséget, melyet később felváltott az ASEAN. Az ASEAN alapításáról rendelkező ASEAN Nyilatkozatot, amit Bangkoki Nyilatkozat ként is szoktak emlegetni 1967. augusztus 8-án írta alá Indonézia, Malajzia, a Fülöp-szigetek, Szingapúr és Thaiföld.
Az ASEAN létrejöttét nagymértékben befolyásolta a kommunizmustól és annak terjedésétől való félelem. A vietnámi háború végén (1975) érzékelhető hatalmi egyensúlyváltozás egy sokkal szorosabb együttműködést eredményezett. A szervezet első csúcstalálkozóján, melyet 1979-ben tartottak Bali városában (Indonézia) a tagállamok Barátsági és Együttműködési Szerződést és a Concord Nyilatkozatot is aláírták. A hidegháború végén pedig már lényegesen nagyobb politikai függetlenséggel bírtak, mint függetlenedésük idején, melynek eredményeként a ’90-es évekre jelentős regionális kereskedelmi és biztonsági szerepet kapott a szervezet. A bővítési folyamatban 1984-től 1999-ig fokozatosan csatlakoztak a térségben található államok az ASEANhoz.

## Tagállamok
Az ASEAN jelenlegi tagországai (korábbitól a legújabbig):
- Alapító tagok (1967. augusztus 8.)
  -  Fülöp-szigetek
  -  Indonézia
  -  Malajzia
  -  Szingapúr
  -  Thaiföld
- Később csatlakozó országok
  -  Brunei (1984. január 7.)
  -  Vietnám (1995. július 28.)
  -  Laosz (1997. július 23.)
  -  Mianmar (1997. július 23.)
  -  Kambodzsa (1999. április 30.)
- Megfigyelő
  -  Pápua Új-Guinea
  -  Kelet-Timor

A Szövetség tagországaiban él a Föld lakosságának 8,59%-a, megközelítőleg 661 millió fő, melynek 49.8%-a városokban él. Az előrejelzések alapján 2050-re körülbelül 797 millió főnek fog otthont adni és az emberek 63.7%-a fog városokban élni. Összesített GDP-jük 2018-ban 2,9 billió USA dollárt ért el. Az ASEAN tagállamok gazdasága rendkívül változatos, de egyes termékek dominálnak, ezek pedig az elektronika, kőolaj és a fa.
A Szövetség országai kulturális szempontból igen változatos képet mutatnak. Körülbelül 300 millió muszlim él Indonéziában, Malajziában és Bruneiben. Délkelet-Ázsia kontinentális területeinek fő vallása a buddhizmus, és körülbelül 200 millió buddhista él Thaiföldön, Mianmarban, Laoszban, Kambodzsában, Vietnámban és Szingapúrban. A Fülöp-szigeteken pedig a katolikus vallás dominál.

## Céljai és célkitűzései
Az ASEAN rendszeresen folytat párbeszédet a partnerségért más országokkal és szervezetekkel a saját Regionális Fórumainak keretén belül. Elsődleges céljai között szerepel a régió gazdasági növekedésének, társadalmi és kulturális fejlődésének közös erőfeszítések mentén történő elősegítése. A regionális biztonság és stabilitás fenntartása az igazságosság és a jogállamiság fenntartásának útján, összhangban az ENSZ irányelveivel. Együttműködés és kölcsönös segítségnyújtás a közös érdekeket érintő gazdasági, szociális, kulturális, technológiai, tudományos és igazgatási kérdésekben. Fontos szerepet kap a kutatási és képzési lehetőségek megteremtése, többek között a Délkelet-Ázsia tanulmányok szorgalmazása, az oktatási és tevékenységek biztosítása, mind a magán, mind pedig a közszférában. Hatékonyabb együttműködést szorgalmaz a mezőgazdasági és ipari képességek fejlesztése szempontjából, figyelembe véve a fenntarthatóság feltételeit is.
ASEAN Közösség 2015
1997-ben Kuala Lumpurban került megrendezésre az ASEAN 30. évfordulójának találkozója ahol a tagállamok egy dinamikusan fejlődő, biztonságért és stabilitásért közös erővel fellépő délkelet-ázsiai csoportot képzeltek el az ASEAN Vízió 2020 stratégia keretében. A vízió a tagállamokat „kifele tekintő, békében, stabilitásban és jólétben élőnek” képzeli el a jövőre vonatkozóan, melyet a szorosabb gazdasági integráció, béke és biztonság megteremtése, a nukleáris fegyvermentesség, kábítószer-kereskedelem csökkenése, a fenntartható fejlődés és szorosabb kulturális partnerség révén valósít meg.
Az ASEAN 2020 részleteinek pontosítása érdekében 2003-ban elfogadásra került a tagállamok államfői és kormányfői által az ASEAN Concorde II (más nevén: Bali Concord II), mely ennek a közösségnek az alapjait fekteti le. Ezek az úgynevezett ASEAN pillérek:
1.  ASEAN Politikai-Biztonsági Közösség
2.  ASEAN Gazdasági Közösség
3.  ASEAN Társadalmi-Kulturális Közösség
A közösségi tervek megvalósulásának kezdetét eredetileg 2020-ig tervezték a tagállamok, de a folyamatot felgyorsították 2007-től, új határidőnek pedig  2015. december 31-et tűzték ki. 2013-ban az ASEAN csúcstalálkozón ennek érdekében egy kiemelt szintű munkacsoportot hoztak létre, melyben minden tagállamot magas szintű pozíciót betöltő személy képvisel. Az ASEAN terveinek felülvizsgálatára tízévente került sor, hogy folyamatos fejlődéshez és az integráció hatékonyan valósulhasson meg.

## ASEAN Politikai-Biztonsági Közösség
A Szingapúrban megrendezésre kerülő 13. ASEAN csúcson 2007-ben a tagállamok állam és kormányfői aláírták az ASEAN Kartát, melynek értelmében a Közösség tovább erősíti a regionális együttműködést és integrációt a térségben. A 14. ASEAN csúcson a szakminiszterek bevonásával, 2009-ben Thaiföldön elfogadásra került a politikai és biztonsági közösségről szóló dokumentum szövege is. Célja, hogy olyan programokat és tevékenységeket folytassanak a tagállamok, melyek révén szilárd politikai és biztonsági környezetet teremtenek az ASEAN-on belül. Számos fórumon és szinten keresztül történnek egyeztetések ennek elérése érdekében.
Évente legalább háromszori alkalommal találkoznak az ASEAN tagállamok külügyminiszterei (ASEAN Foreign Ministers Meeting – AMM), ahol megvitatják mind a tagállamok közötti biztonsági kérdéseket, mind pedig az ASEAN külkapcsolatainak kérdéseit. A találkozók alkalmával közös nyilatkozatokat fogadnak el, melyben kifejtik az ASEAN közösség együttműködésének, külkapcsolatainak irányelveit és megvitatják a térségben érzékelhető változó hatásokat. Legutóbbi találkozójukon, melyre 2018. augusztus 2-án került sor megerősítették az ASEAN Közösség 2025-ös Vízióját melynek mottója egy „Ellenálló és Innovatív ASEAN” (Vision for a Resilient and Innovative ASEAN) lett.
A biztonsági és politikai közösség keretében működik a Délkelet-Ázsiai Nukleáris Fegyvermentes Zóna Bizottsága (SEANWFZ Commission), mely összhangban az ENSZ Kartájának irányelveivel arra hivatott, hogy a térségben előmozdítsa a nukleáris fegyverek terjedésének megakadályozását, ezáltal pedig elősegítse a nemzetközi békét és biztonságot.
A Védelmi Miniszterek Találkozóját (ASEAN Defence Ministers Meeting – ADMM) 2006-tól évente tartják meg. A találkozó a legmagasabb védelmi konzultációs és együttműködési mechanizmusnak számít az ASEAN-on belül. A kölcsönös bizalmon alapuló szerveződés a biztonság- és védelempolitikai kihívások könnyebb megértését és átláthatóságát szolgálja. A 2006-os Kuala Lumpurban megrendezett beavatási ünnepségen egy elvi dokumentumban fektették le a Védelmi Miniszterek Találkozójának céljait:
-      a regionális béke és stabilitás fenntartásának elősegítése
-      biztonság- és védelempolitikai együttműködés
-      párbeszéd elősegítése az ASEAN tagállamok képviselői között és a külsős partnerekkel egyaránt
-      az ASEAN Biztonsági Közösség létrehozásának elősegítése 
Humanitárius segítségnyújtás és katasztrófák által okozott károk enyhítése érdekében hozott intézkedések köre szintén a védelmi miniszterek együttműködésének tárgya közé sorolandó. Ennek érdekében számos dokumentumot fogadtak el, mint például az ASEAN Katonai képességek és eszközök használata katasztrófák esetén. Ugyancsak említést érdemel a békefenntartáshoz és a védelmi ipar területéhez kapcsolódó együttműködések folyamatos kidolgozása. A védelmi miniszterek kezdeményezései közé tartozik mindezek erősítése érdekében egy Közvetlen Kommunikációs Kapcsolat létrehozása is. Ennek célja a gyors reagálási képességek javítása.
2010. október 12-én a Ha Noi-ban megrendezésre kerülő védelmi miniszteri találkozón döntöttek úgy a tagállamok, hogy a Védelmi Miniszterek Találkozója – Plus keretében az együttműködés fókuszát 5 kiemelkedő területre irányítják:
1.      tengerhajózási biztonság
2.      terrorizmus elleni küzdelem
3.      humanitárius segítségnyújtás és katasztrófa-elhárítás
4.      békefenntartó műveletek
5.      katonai egészségügyi ellátás
A felsorolt területeken végzett munka hatékony megvalósulása érdekében öt szakértői munkacsoport is létre jött (Experts’ Working Groups) még 2010-ben, majd 2013-ban a munkacsoportok száma kibővült egy aknamentesítési szakértői csoporttal is.
ASEAN Igazságügyi Miniszterek találkozója (ASEAN Law Ministers Meeting-ALAWMM) – még 1989-ben kezdődött el, melyre rendszeresen 3 évente kerül sor. Legutóbb Laosz adott helyet 2018-ban a találkozónak.
A politikai-biztonsági közösségen belül külön miniszteri fóruma van továbbá a nemzetközi bűnözés megelőzésének. Az évente megrendezésre kerülő találkozókat 1997 óta szervezik meg a tagállamok. Ennek keretében jött létre két kiemelkedő jelentőségű egyezmény is: az ASEAN egyezmény a terrorizmus megfékezésére és az ASEAN egyezmény az emberkereskedelem ellen, különös tekintettel a nőkre és gyermekekre.
A térségben tapasztalható drogkereskedelmi problémák fékezésének céljából 2015-től miniszteri fórumon keresztül egyeztetnek a tagállamok, melynek keretében számos nyilatkozat és álláspont került megvitatásra. A 2016-ban hatalomra kerülő Rodrigo Duterte filippínó elnök által kezdeményezett radikális felszámolása a drogfogyasztásnak több ezer ember életét követelte ezidáig a Fülöp-szigeteken. Az elnök szélsőséges intézkedései ugyanakkor számos emberjogi kérdést is felvet.
Az ASEAN rendelkezik egy kormányközi emberjogi bizottsággal is (AICHR), mely 2009 októberétől működik. A Bizottság tagjait a tagállamok kormányai jelölik ki, akik évente kétszer találkoznak és jelentést tesznek a találkozók eredményeiről az ASEAN külügyminisztereinek.

## ASEAN Gazdasági Közösség
A közösség alapjait – melyet szintén 2015-ben fektették le a 2025-ig tartó időszakig – a vámok megszüntetése és a szabad kereskedelem elősegítése, a tőkepiac harmonizációja és korszerűsítése, a képzett munkaerő áramlásának és munkahelyek teremtésének támogatása képezi.
A regionális gazdasági integráció egy dinamikus állandóan fejlődő folyamat, mivel mind a hazai, mint pedig a nemzetközi környezet egy folyamatosan változó terepnek minősül a délkelet-ázsiai államok számára.
A gazdasági közösségről szóló tervdokumentumban öt egymással szorosan összefüggő és egymást támogató sajátosságot nevesítenek:

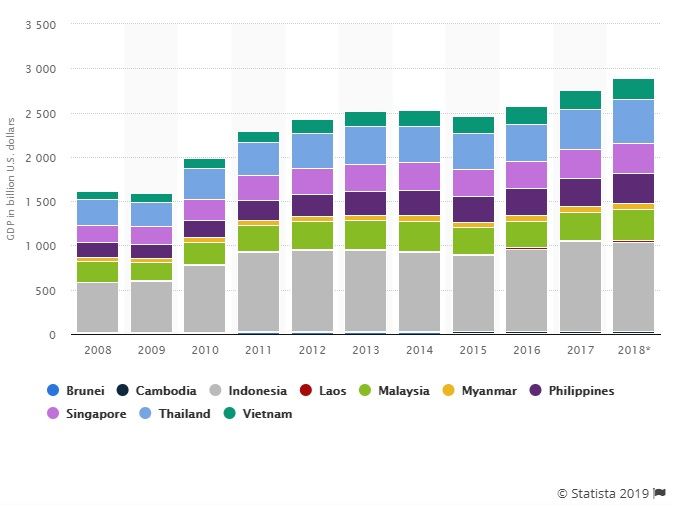
Forrás: https://www.statista.com/statistics/796245/gdp-of-the-asean-countries/

I.            Magas fokú kohéziós integráció
II.           Versenyző, innovatív és dinamikus ASEAN
III.          Erősödő kapcsolatok és ágazati együttműködések
IV.          Ellenállóképes, befogadó, embereket célzó- és központú ASEAN
V.           Globális ASEAN
Terveik alapján az elkövetkező tíz évben nagyobb hangsúlyt fektetnek a mikró-, kis- és közép vállalkozások gazdasági integrációjának elősegítésére. Ugyanakkor elengedhetetlen a technológiai fejlődéssel történő lépéstartás a kereskedelem és befektetés támogatása, az e-kereskedelem, a jó kormányzás, illetve zöld technológiák használatának serkentése is.
Az AEC 2025 elképzelések között szerepel egy olyan közös ASEAN országok által támogatott gazdasági rendszer, mely fenntartható növekedési eredményeket mutat és ellenállóképes a világgazdaságban jelentkező válságokkal és kihívásokkal szemben. Céljaik között szerepel ugyanakkor a fejlődési szakadékok áthidalása, a szegénység csökkentése, az egy főre jutó jövedelem mértékének növelése és a középosztály rétegének támogatása, fenntartása is. A térség államainak versenyképességét ugyanakkor az innováció, technológiai és humán erőforrások hatékony felhasználásának segítségével képzelik el, melyhez szorosan kapcsolódik az oktatás minőségének javítása, a jó kormányzás és a megfelelő szabályozási rendszer kialakítása. Az intézményi és személyközi együttműködések elősegítéséhez hozzájárul a szubregionális együttműködési projektek támogatása és az infrastrukturális feltételek megteremtése. A Gazdasági Közösség kiemelkedő kérdései közé tartozik ugyanakkor az élelmiszer- és energiabiztonsági viták, a katasztrófa helyzetek, gazdasági válságok és egyéb kereskedelmet érintő kihívásokra történő válaszadás képessége.
A kereskedelem serkentése érdekében jött létre az ASEAN Árukereskedelmi Egyezmény mellyel a tagállamok csökkentik az egymás közötti vámok mértékét és megkönnyítik a javak áramlását azáltal, hogy csökkentik és megszüntetik 2025-ig az egymás közötti határokat. A nyitott, átláthatóbb és kiszámíthatóbb rendszer kiépítésével a befektetések ösztönzése a cél. Ennek megvalósulását szolgálja  az ASEAN Átfogó Befektetési Egyezménye is (ACIA).
Az elmúlt harminc év mutatói alapján Szingapúr kiemelkedő gazdasági eredményeket mutatott fel szomszédjaihoz képest is.
Az ASEAN Közösség 2008 és 2018 majdhogynem megduplázta GDP-jének mutatóit, ez jelenleg 2,9 billió USA dollárt jelent.

## ASEAN Társadalmi-Kulturális Közösség
A Közösség célkitűzéseinek középpontjában az emberek életminőségének javítása áll. Mindezt olyan együttműködési keretek között szeretnék megvalósítani a tagállamok, mely figyelembe veszi a természet megkímélését és a fenntartható fejlődés irányelveit. 2025-ig ennek keretében a humánerőforrások hatékony felhasználása, új lehetőségek és alternatíva kínálása jelenti a központi kérdést. Olyan társadalmi szervezési folyamatok elindítása szükséges, melyek ellenállnak a kihívásoknak és fenyegetéseknek egyaránt.
A Közösség keretein belül ASEAN Nyilatkozatok születtek a nem fertőző betegségekről, illetve a nők és gyermekek elleni erőszak megszüntetéséről egyaránt. Ugyancsak közös akarat eredményeként jött létre az ASEAN Humanitárius Segítségnyújtó Koordinációs Központja, mely gyors és kézzelfogható segítségnyújtást hivatott nyújtani a rászorulók számára.
Az életkörülmények javításának köszönhetően az elmúlt két évtizedben, az 1,25 USD-ből megélők száma egy a kettő arányhoz képest, egy a nyolcra javult. Ugyancsak javulás történt az általános iskolai oktatásban részesülő gyermekek számában. 2012-re az arány 94%-ra növekedett a térségben. Említést érdemel továbbá az is, hogy a nyomornegyedekben élők aránya 2012-re 31%-ra csökkent a 2000-es évek 40%-os arányaihoz képest.
Mindezek ellenére továbbra is több millió ember él extrém szegénységben. Az ASEAN Társadalmi-Kulturális Közösség egyik fő feladat, hogy összekösse az embereket egymással és előnyöket nyújtson számukra.
Az egyenlőtlenségekből származó korlátok leküzdése, egyenlő esélyekkel történő hozzáférés a különböző lehetőségekhez, az emberi jogok védelme és azok előmozdítása kiemelkedő hangsúlyt kapott, ugyanakkor a gyakorlatban nehezen valósulnak meg ezek a célkitűzések.
Külön fejezetben tárgyalja a Közösségről szóló dokumentum a fenntarthatóság kérdését is. Kitér többek között a biodiverzitás és a természeti erőforrások hatékony felhasználása és megőrzésének kérdéseire. Ennek érdekében egy sokkal szorosabb és koordináltabb regionális együttműködés kialakítását látják szükségszerűnek a tagállamok. Ugyancsak fontos szerepet kapnak a környezeti szempontból fenntarthatónak minősülő városok kialakítása.

## ASEAN Plus Három
1990-ben Malajzia javaslatot tett egy Kelet-Ázsiai Gazdasági Képviselőcsoport létrehozására, azzal a céllal, hogy az ASEAN tagállamok, Kína, Japán és Dél-Korea közös erővel tudja ellensúlyozni az Egyesült Államok egyre növekvő gazdasági befolyását az Ázsiai-Csendes-óceáni Gazdasági Együttműködésben (APEC). A javaslat azonban nem nyert támogatást sem az USA, sem pedig Japán részéről. A törekvés későbbi eredményeként jött létre 1997-ben az ASEAN Plus Három csoport, mely Kína, Japán és Dél-Korea együttműködésének felületévé vált az ASEAN tagállamokkal.
A csoport keretében folytatott értekezletek legérzékenyebb kérdése a Dél-kínai tenger körüli vita megoldása. A Fülöp-szigetek bizonyítékokkal állt elő azt illetően, hogy Kína a vita tárgyát képező Scarborough homokpad feltöltésére készül. A Japán fél is a status quo megváltozásával kapcsolatos aggodalmának adott hangot, melyet Kína tagadott, hogy szándékában lenne felborítani.
Az együttműködés keretében 2020-ra az ASEAN országok Kínával kétoldalú kereskedelmi mérlegüket ezer milliárd dollárra emelnék. Közös nyilatkozat született a termelési képességekről és a nem tervezett tengeri találkozásokat érintő magatartáskódexet is elfogadtak, annak érdekében, hogy csökkentsék egy esetleges fegyveres összetűzés kirobbanását a dél-kínai tenger térségében.
Japán a Közösség kiemelkedő partnerének számít. Támogatása megjelenik infrastrukturális, oktatási, egészségügyi és egyéb területeken is.
2004 novemberében elfogadásra került az ASEAN-Dél-Korea 2016-2020 akcióterv. A szorosabb együttműködésnek a kétoldalú kereskedelmi forgalom 200 millió dollárral történő növelése a cél.
Két dokumentumot fogadtak el a 2016-is találkozó során az ASEAN+3 keretében:
-         a fenntartható fejlődés elősegítése érdekében folytatott együttműködésről
-         az Aktív öregedésről szóló nyilatkozatot 

## ASEAN Regionális Fórum
ASEAN Regionális Fórum – alapjait az ARF első elnöki nyilatkozatában (1994) határozták meg, melynek lényegi pontjai a politikai és biztonsági kérdések kooperatív rendezése, illetve a megelőző diplomáciai lépések támogatása volt Csendes-óceáni térségben.
2003-ban a Phnom Penhben rendezett miniszteri találkozón adott közös nyilatkozatukban a miniszterek eredményesnek ítélték a Fórum tíz éves tevékenységét, mellyel hozzájárult a multilaterális és bilaterális párbeszéd elősegítéséhez. Továbbá hozzájárult a béke, a biztonság és kooperáció fenntartásához a régióban.

## Kelet-Ázsia Csúcs
A Kelet-Ázsia Csoport ötletének megalkotója Mahathir bin Mohamad Malajzia miniszterelnöke volt 1991-ben. A Kelet-Ázsia csúcs azóta a stratégiai párbeszéd elsődleges felületének számít a régióban. Témaköreivel politikai, biztonsági és gazdasági kérdéseket céloz meg, melyek az Indiai- és Csendes-óceáni térséget érintik. 18 tagállama van, melynek tagja a 10 ASEAN tagállam, Ausztrália, Kína, India, Japán, Új-Zéland, a Dél-Korea, az Egyesült Államok és az Oroszországi Föderáció. Ezen államok együttesen a világ népességének 54%-át képviselik. Éves rendszerességgel gyűlnek össze olyan rendezetlen vitás kérdések megoldása érdekében, melyek folyamatos kihívásokat jelentenek. Így például a terrorizmus, dél-kínai tenger körüli viták, a koreai félsziget kérdése, kiberbiztonság stb.